# Arantzabela
Arantzabela és un barri de la ciutat de Vitòria. Té una població de 1.667 habitants (2008). Situat a l'est de la ciutat, limita a l'oest amb Aranbizkarra i a l'est amb Salburua. Al barri hi ha una ikastola que està en funcionament des del curs 1983- 1984.

## Etimologia
Arantzabela apareix ja en el segle xviii sota les formes Aransabela i Aranzabela. La filòloga alabesa Elena Martinez de Madina creu que el nom prové d'aran (pruna) i sabela (ventre, o en castellà hondonada).